# 폐차 (자동차)

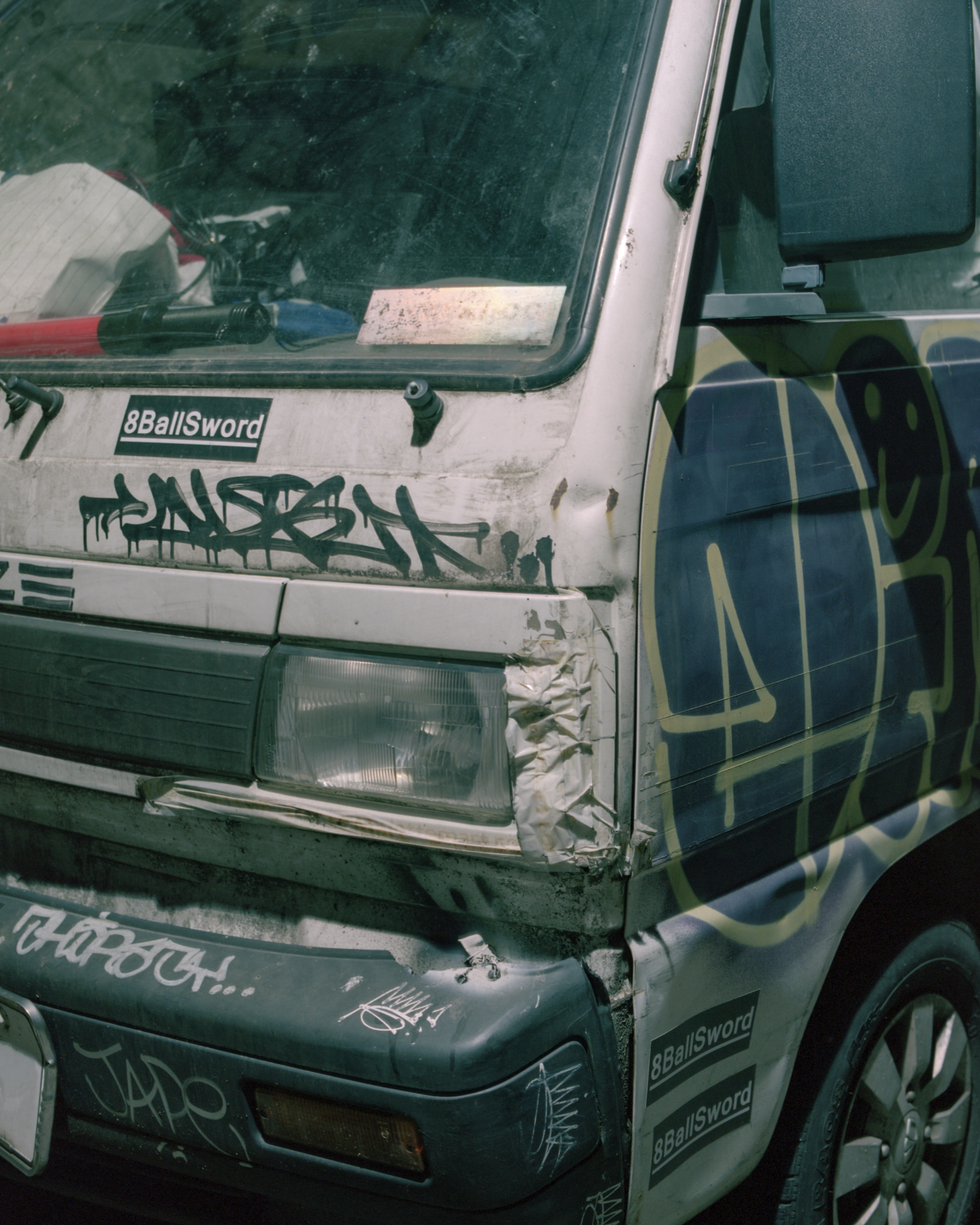
폐차

폐차(廢車, vehicle recycling)는 노후 자동차를 폐기해 재활용하는 과정, 또는 그렇게 된 자동차를 지칭한다.

## 폐차의 절차
차량의 소유주가 폐차를 위임하지 않고 직접 진행하는 절차는 아래와 같다.
1. 차량의 압류 및 설정 해지
2. 폐차장 방문
3. 폐차 진행
4. 차량 등록 말소 사실 증명서 발급

## 폐차율
폐차율(廢車率)은 도로 운행을 위한 등록된 차량 수에 비교하여 폐기 차량과 등록 말소 등으로 폐차 등록 차량 수의 비율을 뜻하며 그 기간의 조사 기간에 따라 달리하지만 일반적으로 연간을 기준으로 한다. 본 용어는 관계성이 있는 등록 차량 대비 폐차 현황을 이해를 돕고 지표화하기 위해 만들어진다. 차량 구매 또는 사용자와 차량을 판매하는 제조사간 품질 보증의 기간과 유효성을 연계시키는 지표로 활용될 수 있을 뿐만 아니라 그 적정성에 대한 객관적인 자료로의 역할을 갖기 위함이다.
등록 차량 수의 정보는 경찰청 등록 차량으로부터, 폐차 차량 수의 정보는 폐차협회로부터 각각 등록되고 조사된 정보의 통계적 자료를 활용하여 그 비율을 구할 수 있으며 이 비율이 갖는 의미는 감소 차량의 수량과 그에 따른 차량보증, 노후차량, 소비경향 등의 새로운 수치의 기준을 평가되고 지표화된다.
폐차 통계는 2006년 425,818대, 2007년 462,642대, 2008년 541,619대이며(한국폐차협회자료)이며 등록 차량 대수는 2006년 12,491,464대, 2007년 12,991,633대, 2008년 13,475,346대로 폐차율은 2006년 3.4%, 2007년 3.6%, 2008년 4.0%을 보인다.

## 같이 보기
- 노후차량 조기폐차
- 판매보증비
- 차량 수명
- 고장률